# Marcusenius macrophthalmus
Marcusenius macrophthalmus és una espècie de peix pertanyent a la família dels mormírids i a l'ordre dels osteoglossiformes.

## Etimologia
Marcusenius fa referència a l'alemany Johann Marcusen (el primer ictiòleg a estudiar els mormírids de forma sistemàtica), mentre que l'epítet macrophthalmus deriva dels mots del grec antic macro- (μακρός, gran) i ophthalmos (ὀφθαλμός, ull) i al·ludeix als seus ulls enormes (gairebé el doble de la longitud del musell).

## Descripció
Fa 12,5 cm de llargària màxima. Cap una mica més llarg que alt i amb el perfil superior arrodonit. Ulls de forma ovalada i amb el diàmetre gairebé igual al doble de la longitud del musell. La boca s'obre en el límit inferior dels ulls, amb una amplada igual a la meitat del diàmetre d'aquells i amb 3 dents al maxil·lar superior i 5 a l'inferior. Protuberància del mentó rudimentària. 75 escates a la línia lateral, 14/14 entre l'origen de l'aleta dorsal i el de l'anal, i 12 al voltant del peduncle caudal. Aleta dorsal amb 34 radis, els quals comencen per sobre del segon o tercer radi simple de l'aleta anal. Aleta anal amb 28 radis i a igual distància de l'origen de les aletes ventrals que del de la caudal. Pectorals punxegudes. Aleta caudal amb escates a la seua base i els lòbuls punxeguts. Coloració argentada i amb reflexos de color blau acer al cap i l'esquena. Els seus ulls són els més grans de totes les espècies del seu gènere.

## Hàbitat i distribució geogràfica
És un peix d'aigua dolça, demersal i de clima tropical, el qual viu a Àfrica: és un endemisme del riu Kasai (conca del riu Congo) a Tshikapa (la República Democràtica del Congo).

## Observacions
És inofensiu per als humans i el seu índex de vulnerabilitat és baix (13 de 100).